# Otče náš, milý Pane
Otče náš, milý Pane je česká duchovní píseň, vyjadřující prosbu o dary Ducha svatého před slyšením nebo četbou úryvku z Bible. Má celkem tři sloky, v každé z nich je oslovována jedna z osob Nejsvětější Trojice. Autorství textu se připisuje františkánu Klimentu Bosákovi, který žil v 16. století. 
V Jednotném kancionálu používaném na začátku 21. století je zařazena pod číslem 911. Nápěv je převzat z Franusova kancionálu. Ve Zpěvníku Českobratrské církve evangelické vydaném poprvé roku 1923 byla pod číslem 133, v novějším Evangelickém zpěvníku vydaném poprvé roku 1979 je pod číslem 433. Je zařazena také v evangelickém dětském zpěvníku Buď Tobě sláva z roku 1981. V roce 1923 byla tato píseň také zařazena pod názvem Otče, dobrý Bože náš s číslem 93 ve zpěvníku Církve československé. V pozdějších zpěvnících Církve československé (husitské) je pak zařazena pod číslem 264 s názvem  Otče milý, Pane náš.
Píseň je též zmíněna v české beletristické literatuře. V románu Temno spisovatele Aloise Jiráska ji zpívají lidé shromážděni na náměstí před kázáním jezuitského misionáře Antonína Koniáše.